# 忍者玉丸
『忍者玉丸』（にんじゃたままる）は、ファミリー劇場で放送された5分間のテレビアニメ。第1シリーズは2008年4月12日から放送（全26話）。第2シリーズの『新忍者玉丸』は2008年12月27日に前半の13話分が先行放送されたあと、2009年5月23日からレギュラー放送（全26話）。第3シリーズの『忍者玉丸 東海道五十三次』は2009年12月26日に第1話と第2話が先行放送された（全26話）。

## ストーリー
火遁の術を得意とする火賀忍者に属している忍者・玉丸。修行熱心でまじめに修行に励んでいるが、いつも失敗ばかりしている。

## 登場人物

### 火賀忍者七人衆
主に離脱したメンバーも含む。
玉丸
声  - 桐木山花
主人公。青紫色の服装が特徴。誕生日、年齢は不明。忍者としての実力は悪くないが、いつも肝心なところでドジを踏んでしまう。くの一丸に好意を寄せているがまったく相手にされていない。
くの一丸
声 - 萩原優子
くノ一。ピンクのセクシーな服装で巨乳。火賀忍術をマスターしている第一人者。悪と男に強いものの、甘いものには目がなく、食べてしまうと胸が膨らんでしまう。
後に異国で修業するため、『新忍者玉丸』以降は登場しなくなる。
味丸
声 - 庄司将之
黄土色の服装に、眼鏡と頭に割り箸をつけているのが特徴。やせ細った体格だが大食いであり、実力はデカ丸とほぼ等しい。
デカ丸
声 - 長島真祐
深緑色の服装で大柄な体格。怪力であり大食い。メンバーの中では母親的ポジション。語尾に「～ごわす」と付ける。
角丸
声 - 不明
黒の服装で顔の輪郭が四角い。何故か『新忍者玉丸』以降は登場しなくなる。
三角丸
声 - 不明
火賀忍者七人衆の一人。深青色の服装で顔の輪郭が三角。三角定規型のブーメランを使う。
じい丸
声 - 高橋政則
火賀忍者七人衆のリーダー。茶色の服装で白髭で素顔は見えない。高齢ながらも実力はある。仕込み杖で戦う。「ジイ丸」と表記されることもある。
黒丸
『新忍者玉丸』から登場。火賀忍者七人衆の新メンバー。黒の服装で細いツリ目が特徴。無口だが、忍者としてハイレベルの実力を持つ。隠れ技を得意とする。
くのニン
声 - 秋野かほり
『新忍者玉丸』から登場。火賀忍者七人衆の新メンバー。黄色い服装で赤いリボンを付けている。くの一丸の妹で、異国で修業している姉の代役を務めることとなった。吹き矢やむささびの術を得意とする。メンバーの中で唯一素顔を出している。

### 火賀忍者と関係する者たち
童丸
声 - 秋野かほり
『新忍者玉丸』から登場。じい丸の孫。

### 登場する敵
桜と桃
声 - 不明
『東海道五十三次』から登場。「かんざし忍者」と名乗る二人組のくの一。朱色の髪の毛が姉の桜、青い髪の毛が妹の桃。玉丸たちが持つ「神秘の黄金の種」を狙い、旅の先々で変装し罠を仕掛けていく。

## 音楽
- オープニングテーマ（作曲：一の宮はじめ・編曲：藤門太郎）

## 各話リスト

### 忍者玉丸
| 話数 | サブタイトル |    | 話数               | サブタイトル |
| ---- | ------------ | -- | ------------------ | ------------ |
| 1    | 桜姫を救え   | 14 | 天狗退治           |              |
| 2    | ニセ桃太郎   | 15 | 見取り図           |              |
| 3    | ミステリー湖 | 16 | 山氷を運べ         |              |
| 4    | 海賊船       | 17 | 忍法むささび       |              |
| 5    | ひょっとこ賊 | 18 | 忍法三番勝負       |              |
| 6    | 忍者修行中   | 19 | 軍艦               |              |
| 7    | 悪虎退治     | 20 | まぼろしの壷       |              |
| 8    | 謎の飛行体   | 21 | 悪金太郎           |              |
| 9    | 鬼子母人     | 22 | 悪虎再び           |              |
| 10   | 幽霊船       | 23 | 姫と珍魚           |              |
| 11   | 人形探し     | 24 | 飛行船をやっつけろ |              |
| 12   | 石垣戦車     | 25 | 大熊騒動           |              |
| 13   | 幽霊屋敷     | 26 | 玉丸の旅立ち       |              |

### 新忍者玉丸
| 話数 | サブタイトル   |    | 話数             | サブタイトル |
| ---- | -------------- | -- | ---------------- | ------------ |
| 1    | 帰ってきた玉丸 | 14 | 迷宮脱出         |              |
| 2    | 米騒動         | 15 | 雪女             |              |
| 3    | やぐら攻め     | 16 | 吸血鬼           |              |
| 4    | いたずら童丸   | 17 | ニセ桃太郎の逆襲 |              |
| 5    | 密書を取り返せ | 18 | けまり対決       |              |
| 6    | 牛鬼忍者       | 19 | 八首大蛇         |              |
| 7    | 裏玉手箱       | 20 | サーカス団       |              |
| 8    | えれきてる     | 21 | 孤島の争奪戦     |              |
| 9    | 黒丸と坊殺団   | 22 | 謎の監視所       |              |
| 10   | 花村女天国     | 23 | ニンジャ音楽隊   |              |
| 11   | 氷結の術       | 24 | 童丸の天狗退治   |              |
| 12   | 童丸大あばれ   | 25 | のろしを上げろ   |              |
| 13   | 忍者鳩を追え   | 26 | いざ、火賀忍者!  |              |

### 忍者玉丸 東海道五十三次
| 話数 | サブタイトル           |    | 話数                   | サブタイトル |
| ---- | ---------------------- | -- | ---------------------- | ------------ |
| 1    | 旅だち!日本橋          | 14 | 妖刀に気をつけろ・浜松 |              |
| 2    | 人混みご注意・川崎     | 15 | 消えた!浜名橋・舞阪    |              |
| 3    | 人質・戸塚             | 16 | 坊殺団の逆襲・吉田     |              |
| 4    | 江ノ島・藤澤           | 17 | 城下町大暴れ・岡崎     |              |
| 5    | 駆け落ち・小田原       | 18 | 奪われた城・鳴海       |              |
| 6    | 山賊バトル・箱根（壱） | 19 | かんざし忍者再び・宮   |              |
| 7    | 関所・箱根（弐）       | 20 | 蛤・桑名               |              |
| 8    | 河童伝説・沼津         | 21 | 殿の招待状・亀山       |              |
| 9    | 温泉宿・吉原           | 22 | 犬の代参・伊勢         |              |
| 10   | 天女の羽衣・三保の松原 | 23 | 芝居町・水口           |              |
| 11   | 子ねずみ小僧・府中     | 24 | 十一面観音・大津       |              |
| 12   | 峠越え・岡部           | 25 | うばわれた宝・京三条   |              |
| 13   | 川留め・嶋田           | 26 | (終) 黄金の種・京御所  |              |